# 李礎熙
李礎熙（1989年10月4日—），韓國女演員。

## 影視作品

### 電視劇
- 2009年：SBS《愛你千萬次》飾 秀貞
- 2014年：KBS《感激時代：鬪神的誕生》飾演 末淑
- 2014年：KBS《真是好時節》飾演 徐貞雅
- 2014年：tvN《花樣爺爺搜查隊》飾演 鄭恩智
- 2014年：SBS《對我而言可愛的她》飾演 朱虹
- 2014年：JTBC《下女們》飾演 四月
- 2015年：KBS《Who Are You－學校2015》飾演 李詩真
- 2015年：SBS《六龍飛天》飾演 甲芬
- 2016年：JTBC《魔女寶鑑》飾演 滿月
- 2016年：MBC《好運羅曼史》飾演 李達寧
- 2016年：Lotte Duty Free 網劇《七次的初吻》飾演 閔秀真
- 2017年：SBS《愛情的溫度》飾演 皇甫京
- 2020年：KBS2《結過一次了》飾演 宋多熙
- 2025年：tvN《問問星星吧》飾演 多娜·李

### 電影
- 2011年：《那一夜，青春褪色》 飾演 世靜
- 2013年：《全國歌唱比賽》 飾演 孫賢子
- 2014年：《新村殭屍漫畫》 飾演 礎熙
- 2015年： 《愛的禮讚》  特別出演

### 綜藝節目
- 2020年：JTBC 《認識的哥哥》 E248 ‧ 9月19日
- 2021年：SBS 《叢林的法則》 Stove League 濟州島篇(1月16日 - 2月6日 ‧ 共四集)
- 2021年：SBS 《美女與野獸》 3月21日 - 3月28日 ‧ 共兩集
- 2021年：SBS 《Running Man》 E551(4月18日)、E552(4月25日)
- 2021年：KBS 《Come Back Home》 E09 ‧ 5月29日

### 廣播
- 2020年6月18日：KBS Cool FM - 相愛的好日子‧我是李金熙 (with 李相二)
- 2020年9月17日：SBS Power FM - 金永哲的Power FM (with 李相二)

### 原聲帶
- 2015年：SBS 電視劇《六龍飛天》 OST Part 8 - 青山別曲II (2016年發行)

### MV
- 2012年：Yozoh《花盆》
- 2013年：張基河與臉孔們《좋다 말았네》

### 廣告
- 2020年：CJ Bibigo 粥品 (與演員李相二一同拍攝)

## 得獎紀錄
- 2020年：KBS演技大賞 - 新人獎 ｜ KBS2《結過一次了》
- 2020年：KBS演技大賞 - 最佳情侶 (與演員李相二一同獲獎) ｜ KBS2《結過一次了》

## 外部連結
- NAVER （页面存档备份，存于）
- 李礎熙的Instagram帳戶
- 李礎熙的X（前Twitter）